# Xabier San Sebastián
San Sebastián  Lasa est un nom espagnol. Le premier nom de famille, en général paternel, est San Sebastián ; le second, en général maternel, souvent omis, est Lasa.
Xabier San Sebastián Lasa (né le 13 novembre 1995 à Tolosa au Pays basque) est un coureur cycliste espagnol.

## Biographie
En 2013, Xabier San Sebastián est sacré champion régional du Guipuscoa chez les juniors (moins de 19 ans).
Lors de la saison 2015, il s'impose sur le Mémorial Pascual Momparler, manche de la Coupe d'Espagne amateurs. Il remporte également une étape du Tour de Castellón et de la Ronde de l'Isard. Ses bons résultats lui permettent de devenir stagiaire chez Cofidis à partir du mois d'août.
En manque de motivation, il décide de mettre un terme à sa carrière en fin d'année 2016.

## Palmarès
- 2013
  - Champion du Guipuscoa sur route juniors
  - Gipuzkoa Klasika
- 2015
  - Mémorial Pascual Momparler
  - 3e étape de la Ronde de l'Isard d'Ariège
  - 2e étape du Tour de Castellón
  - 2e de l'Andra Mari Sari Nagusia

## Classements mondiaux
| Année           | 2015 |
| --------------- | ---- |
| UCI Europe Tour | 923e |